# (184314) Mbabamwanawaresa
(184314) Mbabamwanawaresa, désignation provisoire 2005 EO302, est un objet transneptunien de la famille des cubewanos.

## Caractéristiques
2005 EO302 mesure environ 242 km de diamètre.

## Orbite
L'orbite de 2005 EO302 possède un demi-grand axe de 44,971 ua et une période orbitale d'environ 302 ans. Son périhélie l'amène à 38,765 ua du Soleil et son aphélie l'en éloigne de 51,177 ua. Il s'agit d'un cubewano.

## Découverte
2005 EO302 a été découvert le 11 mars 2005.